# Pawel Iwanowitsch Nowgorodzew

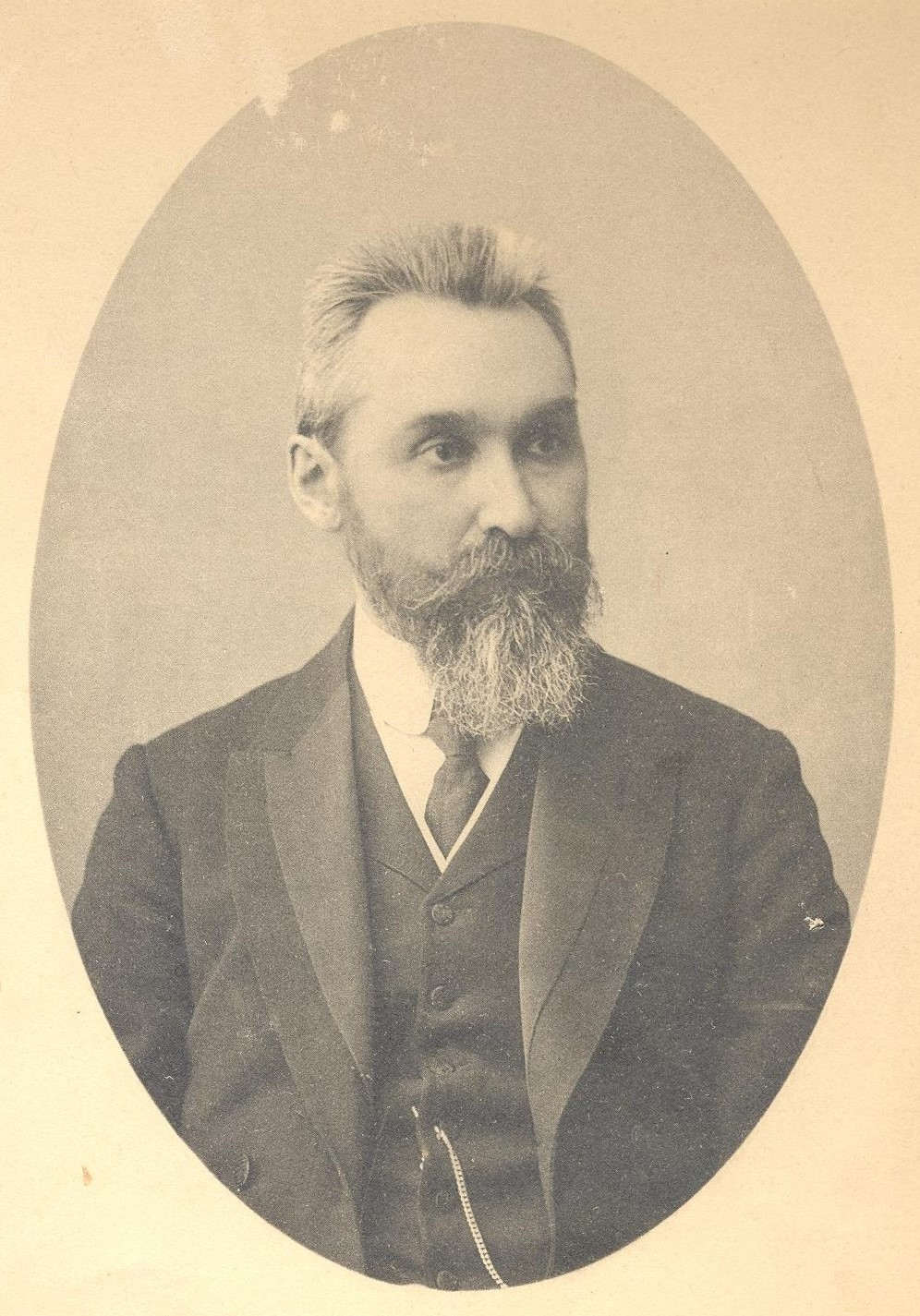
Pawel I. Nowgorodzew

Pawel Iwanowitsch Nowgorodzew (russisch Павел Иванович Новгородцев, wiss. Transliteration Pavel Ivanovič Novgorodcev; geb. 1866 in Bachmut, Ujesd Bachmut, Gouvernement Jekaterinoslaw, Russisches Kaiserreich; gest. 1924 in Prag, Tschechoslowakei) war ein russischer Philosoph, Politiker und Jurist. Er war Lehrer der Philosophen Iwan Iljin und Nikolai Alexejew.

## Leben
Nowgorodzew machte seinen Abschluss an der Juristischen Fakultät der Universität Moskau (1888) und absolviert eine Ausbildung an europäischen Universitäten (1890-1899). Er war Professor für Rechtsphilosophie und Mitglied des Zentralkomitees der Konstitutionellen Demokratischen Partei.
Pawel Nowgorodzew bekleidete die Position des Rektors des Moskauer Handels-Instituts und gehörte der ersten Staatsduma an. Er lehrte als Professor an der Moskauer Universität, verließ Russland nach der Oktoberrevolution und leitete die russische Rechtsfakultät an der Universität von Prag. Wassyl Senkiwskyj in seiner Geschichte der russischen Philosophie bespricht seine grundlegenden Ideen.
Nowgorodzews Schrift Ob obščestvennom idealě (Über das gesellschaftliche Ideal) fand Aufnahme in der russischen Buchreihe Aus der Geschichte des vaterländischen philosophischen Denkens (russisch Из истории отечественной философской мысли / Is istorii otetschestwennoi filossofskoi mysli; Moskau 1991).
In seiner Besprechung einer deutschen Übersetzung des Sammelbandes De profundis („Aus der Tiefe“) führt der Osteuropahistoriker Leonid Luks Nowgorodzew an, der darin zu dem Sammelband Wechi („Wegzeichen“) Stellung genommen hatte:

„1917 stellte es sich indes heraus, dass die Warnungen der „Wechi“-Autoren durchaus begründet waren. Der Rechtswissenschaftler Pawel Nowgorodzew nimmt in „De profundis“ ausdrücklich dazu Stellung: „(Die „Wechi“-Autoren) wollten die russische Intelligenzija dazu aufrufen, ihre alten Glaubenssätze zu überdenken“, so Nowgorodzew. Dann schildert er die entrüstete Reaktion großer Teile der russischen Öffentlichkeit auf diesen Appell: „Die Intelligenzija muss nichts überdenken, sie muss nichts ändern – so lautete der Tenor der Kritik“. So sei die Mehrheit der Intelligenzija ihrer utopistischen Denkweise, die bereits von den „Wechi“ scharf angeprangert worden war, treu geblieben, einer Denkweise, die, so Nowgorodzew, „statt Heil nur Übel (bringt)“, die „zwar das Paradies auf Erden (verspricht), doch häufig, die Hölle auf Erden (entfesselt)“.“

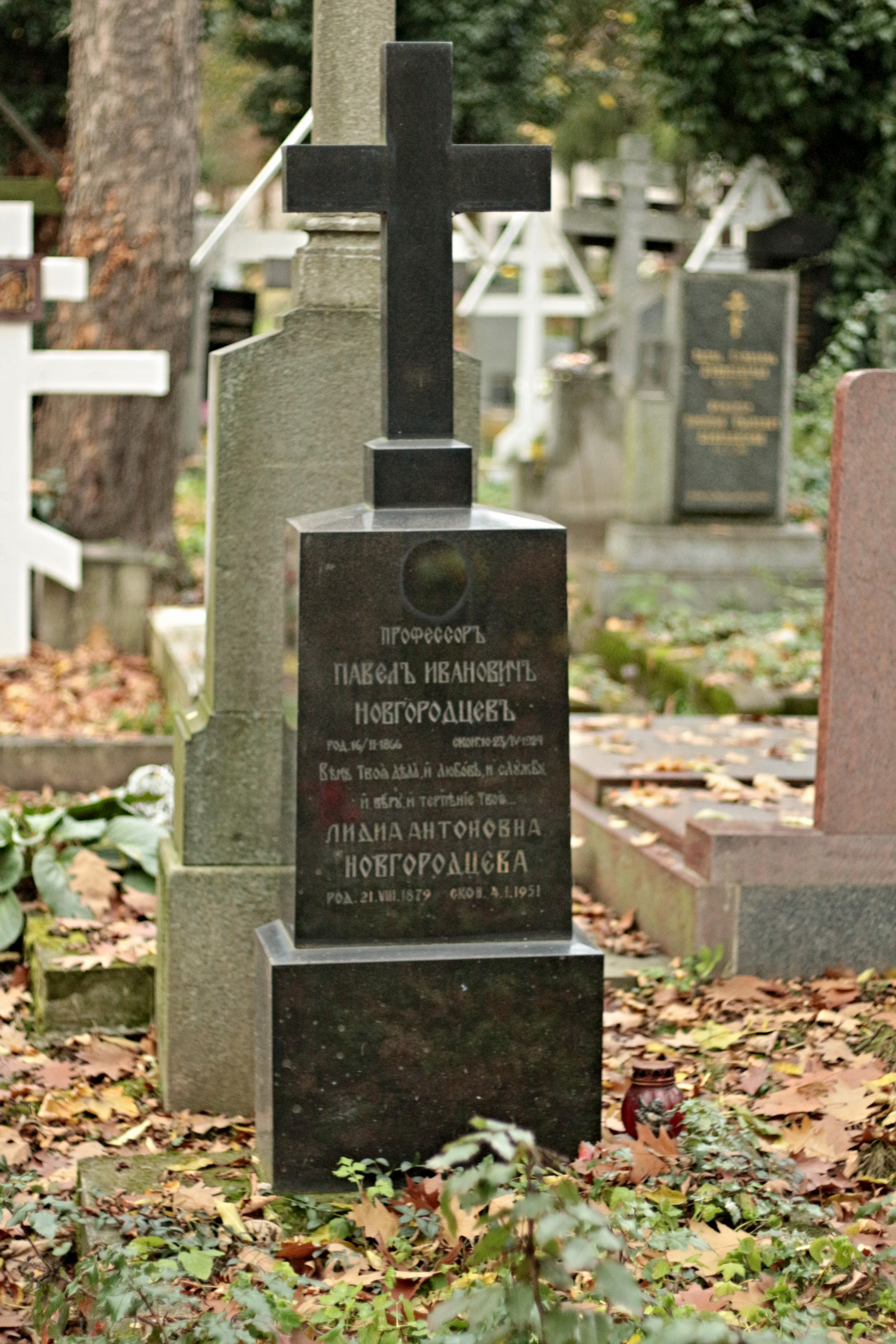
Grab

Nowgorodzew starb in Prag und ist auf dem Wolschaner Friedhof begraben.

## Schriften (Auswahl)
- Ob obščestvennom idealě. [Berlin] : Slówo Verlagsgesellschaft [durch Ullstein & Co.]
- Kant i Gegel' v ich učenijach o prave i gosudarstve [Kant und Hegel in der Rechts- und Staatslehre]. Sankt-Peterburg : Izdat. Aletejja, 2000, Naučnoe izd.
- «Нравственная проблема в философии» [Das moralische Problem in der Philosophie] (1903)
- «Кант как моралист» [Kant als Moralist] (1904)
- «Введение в философию права. Об общественном идеале» [Einführung in die Rechtsphilosophie. Über das soziale Ideal] (вып. 1, 1917)
- «История философии права. Лекции» [Geschichte der Rechtsphilosophie. Vorlesungen] (1897) – Lehrbuch
- «История новой философии права. Немецкие учения XIX в. Лекции» [Geschichte der neuen Rechtsphilosophie. Deutsche Lehrmeinungen des XIX. Jahrhunderts. Vorlesungen] (1898)
- «Сократ и Платон. Из лекций» [Sokrates und Platon. Aus Vorlesungen] (1901)
- «Из лекций по истории философии права. Учения Нового времени XVI–XVIII вв.» [Aus Vorlesungen über die Geschichte der Rechtsphilosophie. Lehren der neuen Zeit vom 16.-18. Jahrhundert] (1904)
- «Из лекций по общей теории права» [Aus Vorlesungen über die allgemeine Theorie des Rechts] (1904)